# 卡爾·路德維希 (巴登)
卡爾·路德維希（德語：Karl Ludwig，1755年2月14日—1801年12月16日），巴登藩侯世子，日後的第一任巴登大公卡爾·腓特烈的長子。

## 家庭
1774年，卡爾·路德維希與黑森-達姆施塔特的阿瑪莉埃結婚，兩人共有2子6女：
- 阿瑪莉埃·克莉絲蒂安妮（1776年—1823年）
- 弗蕾德里克·卡羅琳·威廉明妮（1776年—1841年），巴伐利亞王后
- 路易絲·瑪麗·奧古絲特（1779年—1826年），俄羅斯皇后，婚後改名為伊莉莎白·阿列克謝耶芙娜
- 弗蕾德里克·多蘿西亞·威廉明妮（1781年—1826年），瑞典王后
- 瑪麗（1782年—1808年），不倫瑞克-沃爾芬比特爾公爵夫人
- 卡爾·腓特烈（1784年—1785年），夭折
- 卡爾·路德維希·腓特烈（1786年—1818年），1811年成為第二任巴登大公
- 威廉明妮·路易絲（1788年—1836年），黑森大公夫人